# Domoušice
Obec Domoušice (německy Domauschitz) se nachází v okrese Louny, Ústecký kraj. Spadá pod matriční úřad v Hřivicích. Žije zde 632 obyvatel. Nejvyšší bod (526 metrů) tvoří Pískový vrch a nejnižší bod (290 metrů) nachází na dně koryta potoka Hasiny na severním kraji katastrálního území mezi Solopysky a Konětopy. Vesnicí vedou silnice III. třídy, železniční trať Most–Rakovník, na které je železniční stanice Domoušice, a dvě autobusové linky. Nachází se zde pošta, kino, mateřská a základní škola. Domoušice jsou členem zájmového sdružení obcí Mikroregion Lounské podlesí, které zde má své sídlo.

## Název
Vesnice se původně jmenovala Domašice a tvar Domoušice se používá od osmnáctého století. V historických pramenech se jméno vsi objevuje ve tvarech: Domaschitz (1325), v Domašiciech (1468), „ke vsi Domašicóm“ (1470), Domašice (1477), v Domašicích (1615) a Domauschitz (1787 a 1846).

## Historie
Staré hradiště dochované v lokalitě Na Rovinách ukazuje na osídlení zdejší oblasti již v dobách pravěku. První písemná zmínka o vesnici pochází z roku 1325.

## Obyvatelstvo
| Obec Domoušice                                  | Obec Domoušice | Obec Domoušice | Obec Domoušice | Obec Domoušice | Obec Domoušice | Obec Domoušice | Obec Domoušice | Obec Domoušice | Obec Domoušice | Obec Domoušice | Obec Domoušice | Obec Domoušice | Obec Domoušice | Obec Domoušice |
|                                                 | 1869           | 1880           | 1890           | 1900           | 1910           | 1921           | 1930           | 1950           | 1961           | 1970           | 1980           | 1991           | 2001           | 2011           |
| ----------------------------------------------- | -------------- | -------------- | -------------- | -------------- | -------------- | -------------- | -------------- | -------------- | -------------- | -------------- | -------------- | -------------- | -------------- | -------------- |
| Obyvatelé                                       | 1 052          | 1 234          | 1 234          | 1 240          | 1 413          | 1 534          | 1 486          | 1 073          | 1 108          | 958            | 840            | 649            | 625            | 655            |
| Místní část Domoušice                           |                |                |                |                |                |                |                |                |                |                |                |                |                |                |
| Obyvatelé                                       | 779            | 896            | 881            | 864            | 981            | 1 039          | 987            | 707            | 745            | 651            | 592            | 457            | 450            | 483            |
| Domy                                            | 96             | 108            | 116            | 131            | 146            | 165            | 207            | 211            | 187            | 190            | 176            | 204            | 210            | 222            |
| Data z roku 1961 zahrnují i domy části Filipov. |                |                |                |                |                |                |                |                |                |                |                |                |                |                |

## Části obce
- Domoušice
- Solopysky

## Pamětihodnosti
- Ve středu vesnice stojí barokní domoušický zámek. Na počátku osmnáctého století ho založila svatovítská kapitula jako sídlo správy panství. Od devatenáctého století v něm sídlila schwarzenberská lesní správa a po roce 1924 státní správa lesů.[7]
- Mezi vlastní vesnicí a Filipovem stojí pozdně barokní kostel svatého Martina z roku 1754 s kaplí Božího hrobu a rokokovým zařízením.[8]
- Kaplička (zvonička)
- Západně od vesnice se v poloze Na Rovinách nachází zbytky halštatského hradiště. Na jih od hradiště, stále ještě na katastru obce, se nachází i tzv. Kounovské kamenné řady označované často za pravěkou památku. Archeologický výzkum však neprokázal původ ani stáří památky.
- přejezd VÚD

## Osobnosti
- Josef J. Pihert (1845–1911), český hudební skladatel a pedagog
- Václav Morch (1909–1979), český zeměměřič a kartograf
- Václav Bergman (1915–2003), stíhací pilot, účastník Bitvy o Británii, po jistou dobu velitel 313. československé stíhací perutě RAF
- Josef Krejčí (1912–1989), ministr průmyslu

## Galerie

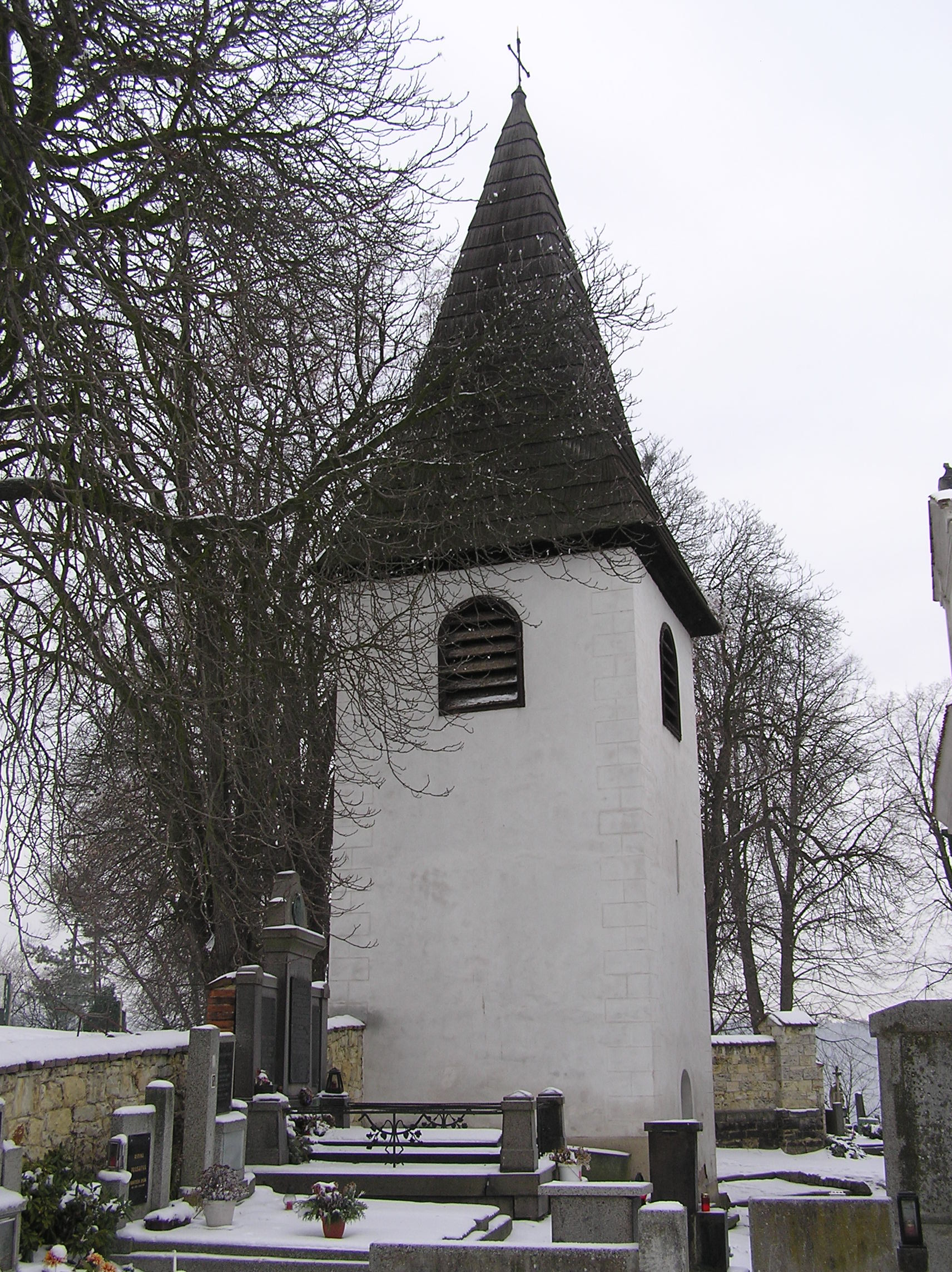
Zvonice u kostela
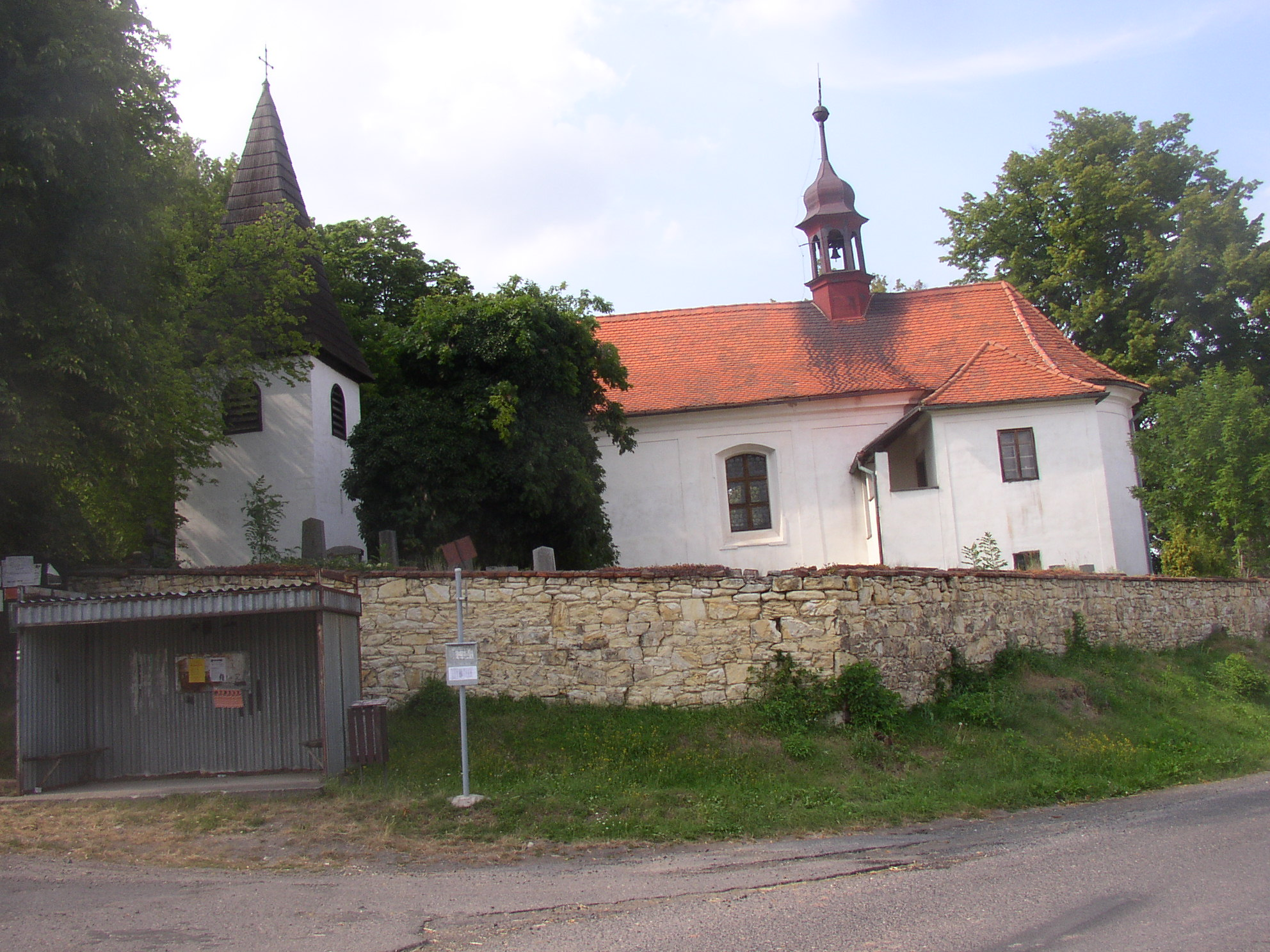
Kostel svatého Martina
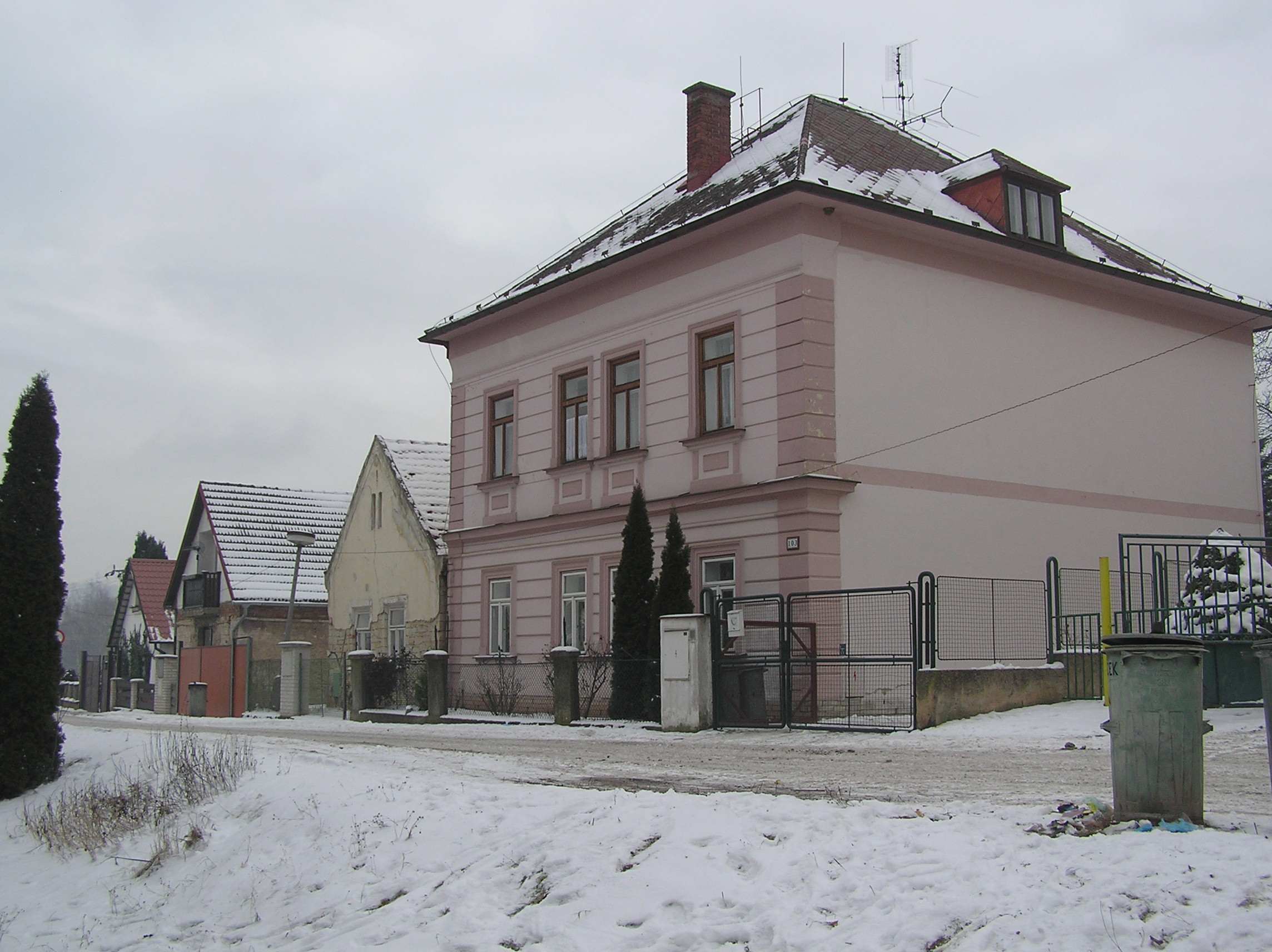
Dům Kateřiny Johnson (stará škola je vedle)
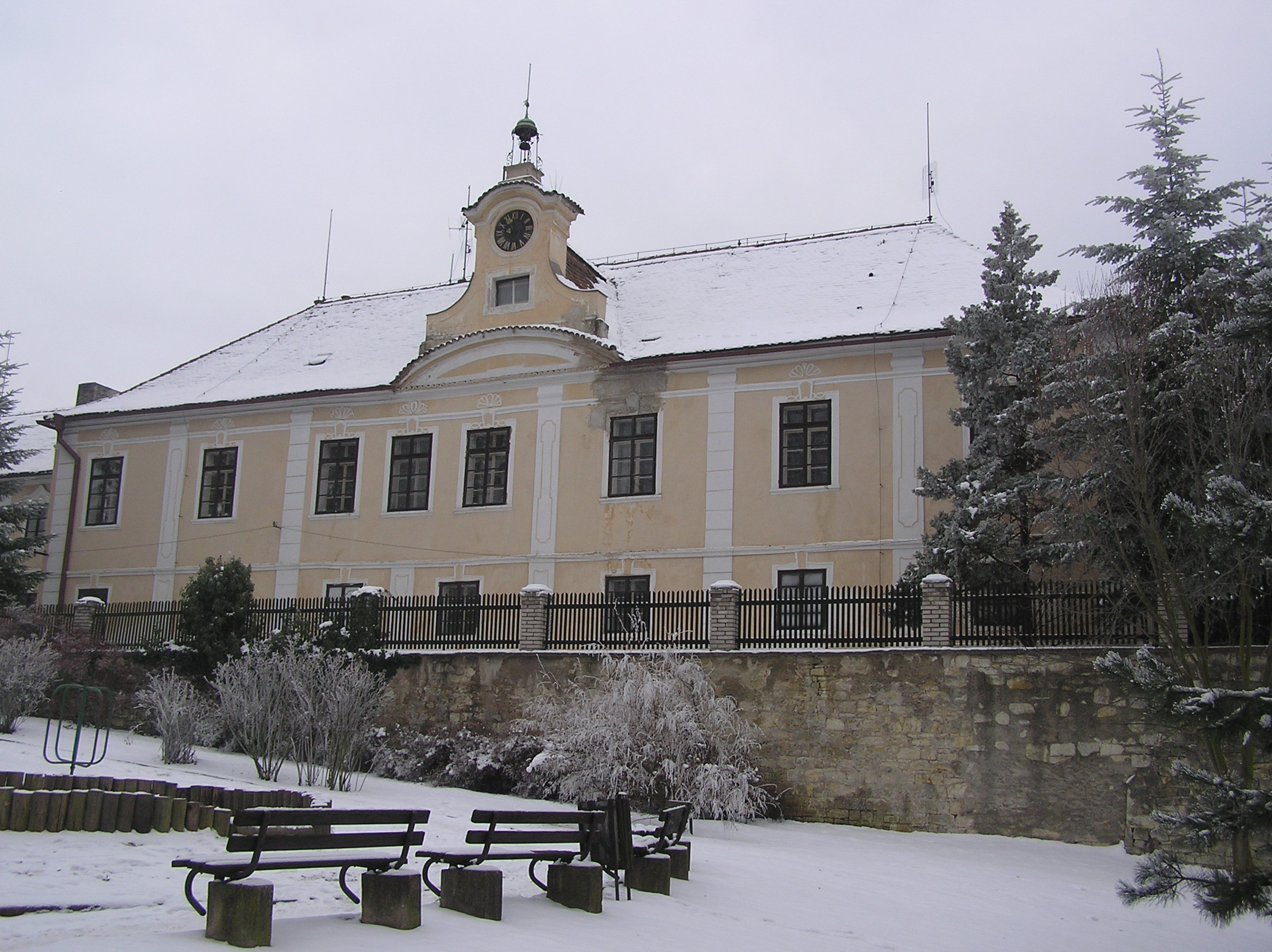
Zámek
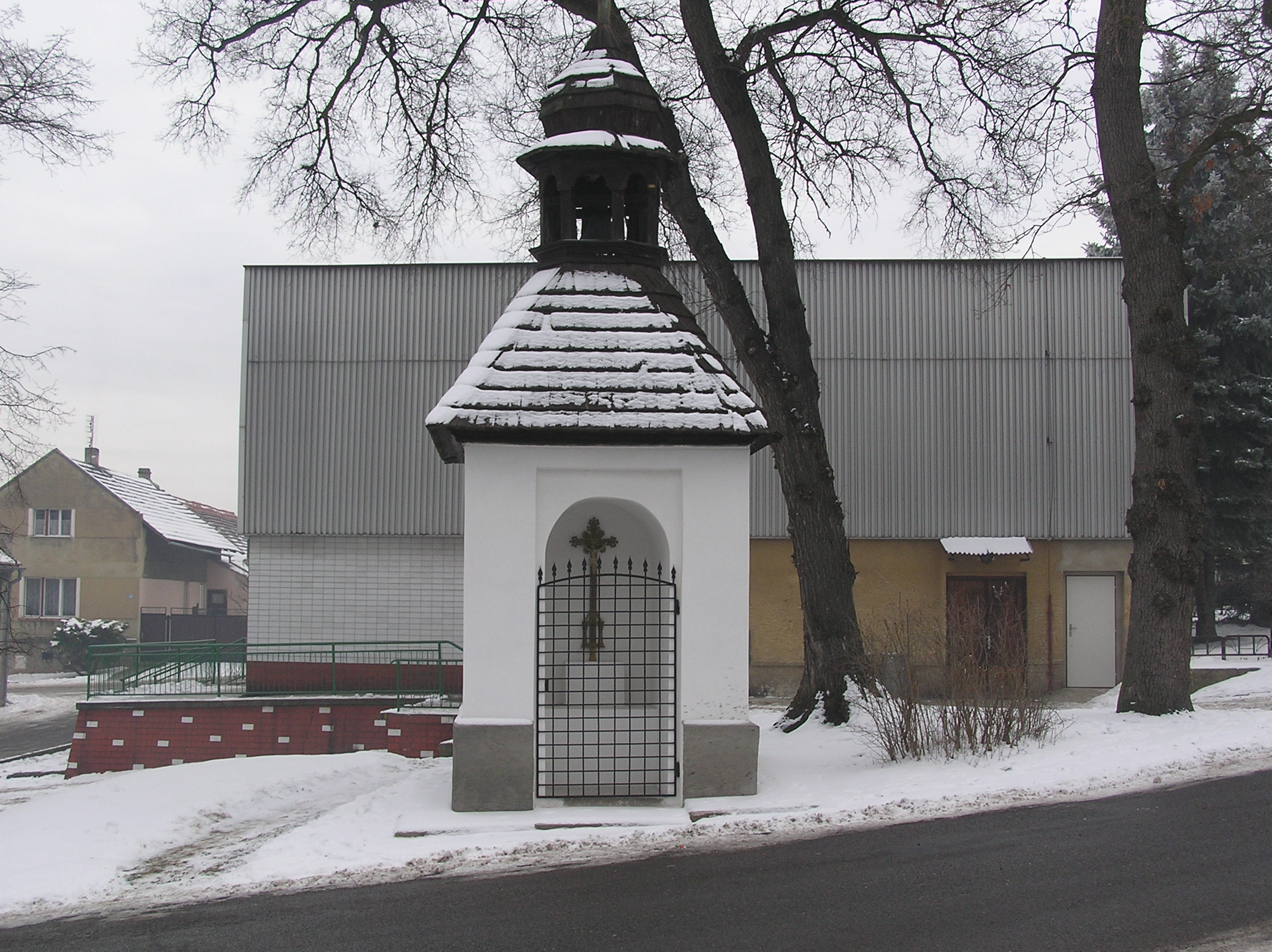
Zvonička s kapličkou
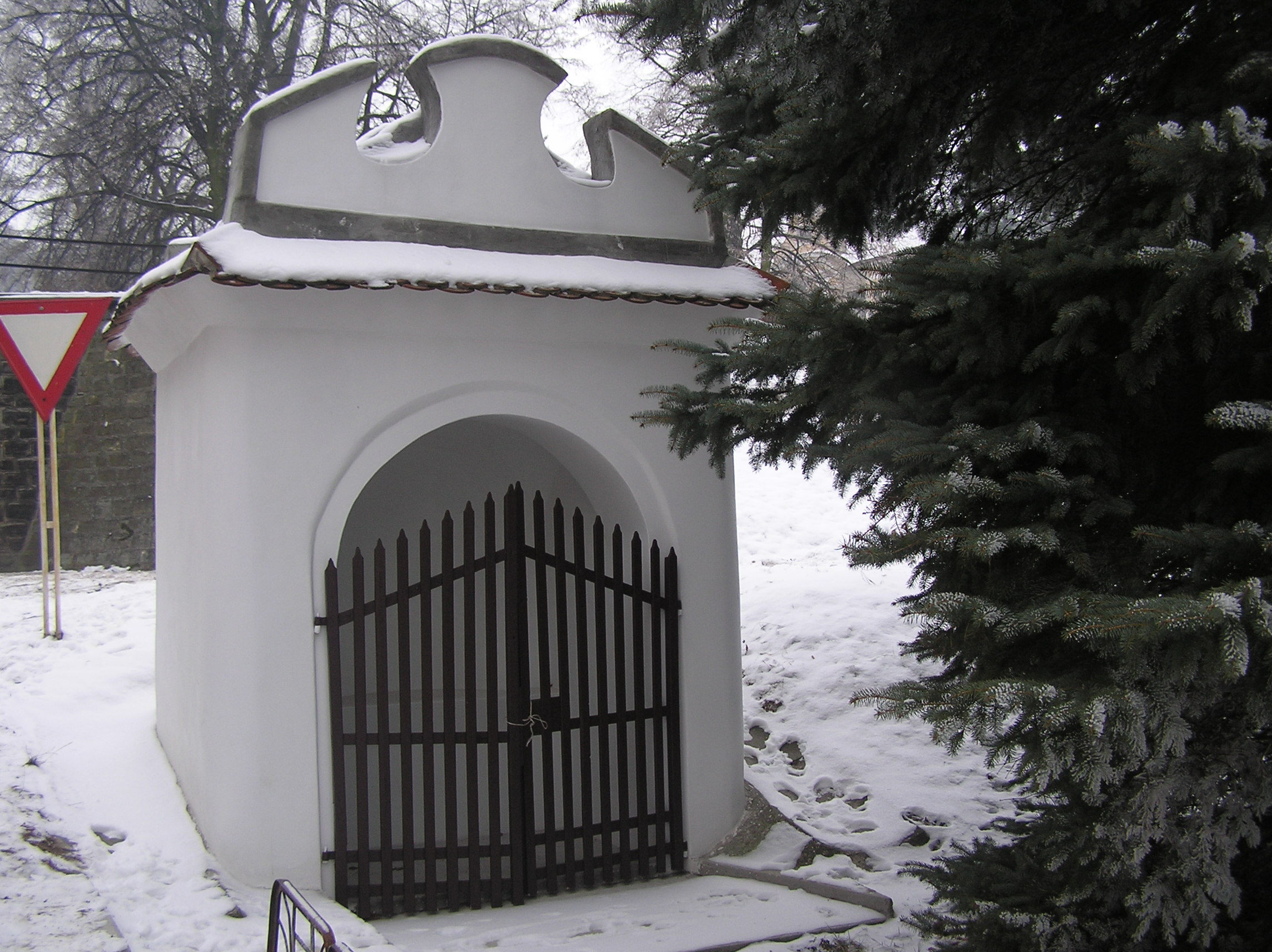
Kaplička svatého Judy Tadeáše
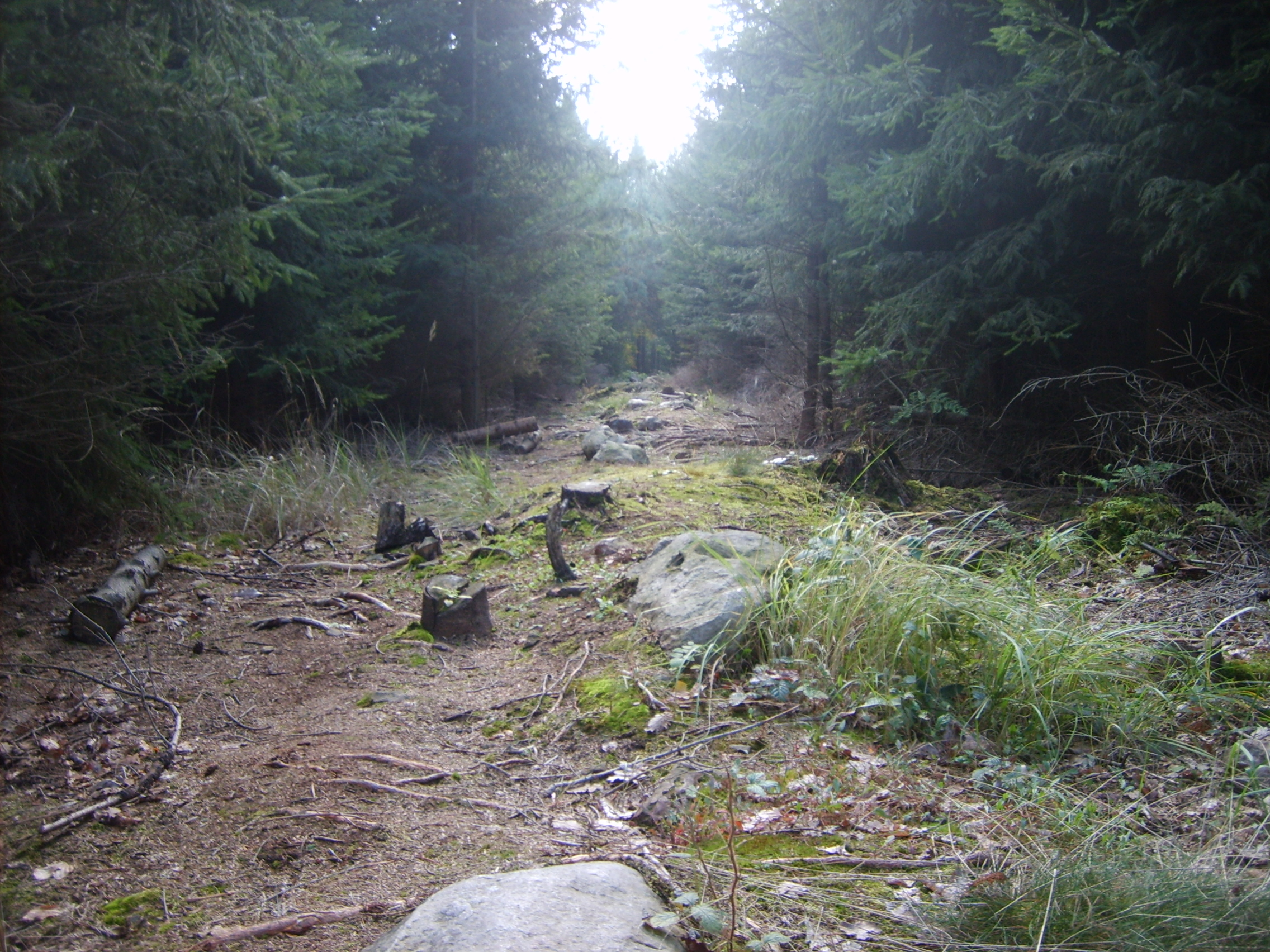
Kounovské kamenné řady